# Ecologia forestal

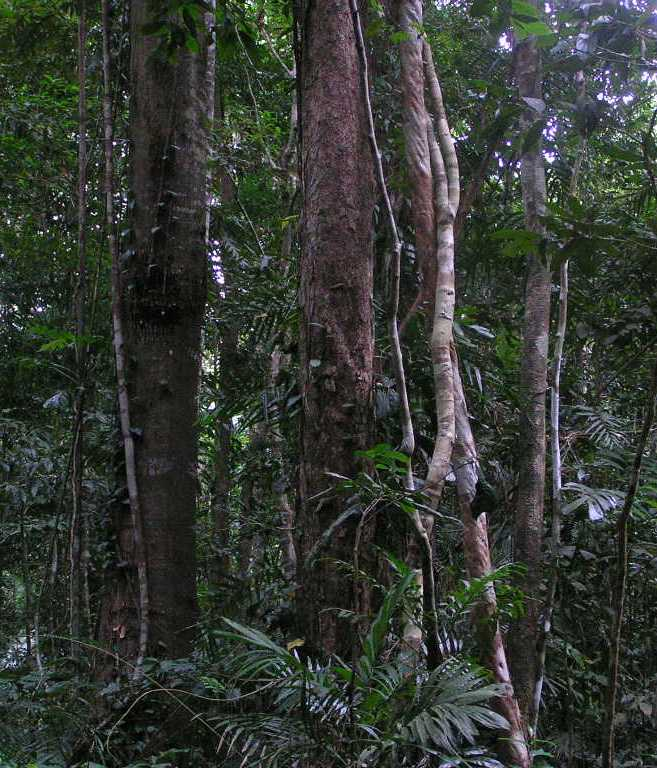
El Daintree Rainforest a Queensland, Austràlia.

L'ecologia forestal és la disciplina dins de l'ecologia que estudia els ecosistemes forestals, és a dir la interrelació dels éssers vius que es desenvolupa als boscos, el medi de suport, i els factors mediambientals. La interrelació és activa, i així la vida modifica el sol i el clima, els factors climàtics limiten i modifiquen el sol i la vida, i el sol condiciona la vida. Al bosc la vida més aparent, visible, i definitòria és la vegetal arbòria. La gestió dels boscos es coneix com a silvicultura. La silvicultura que proposa gestionar el bosc com un sistema ecològic es coneix com a silvicultura propera a la natura.

## Ecosistemes forestals
Un ecosistema és una unitat funcional que comprèn totes les plantes, animals i microorganismes (factors biòtics) en una àrea convivint juntament amb tots els factors físics no vius (abiòtic) factors del medi ambient.

## Abast

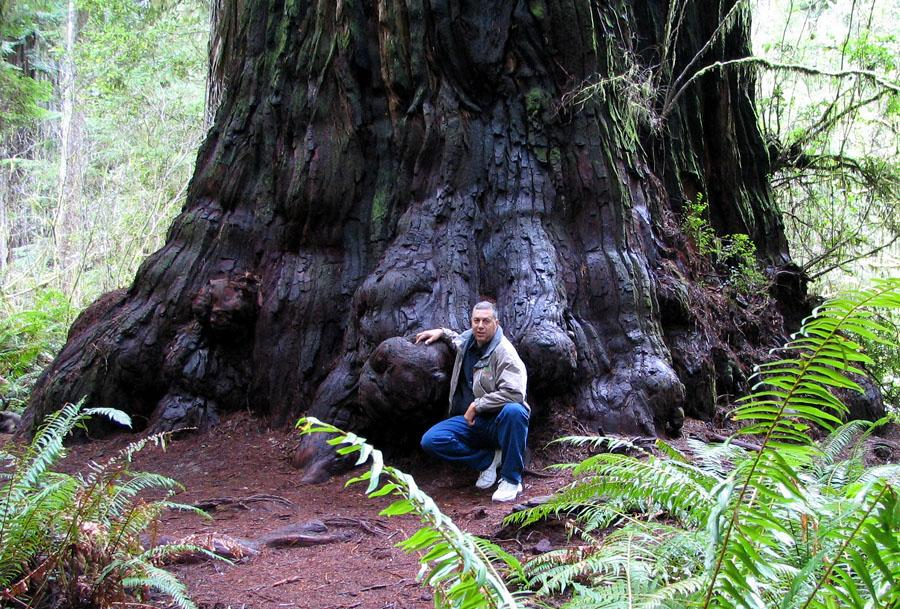
Sequoia del bosc de sequoies al nord de Califòrnia, on es gestionen tot un seguit d'aquests arbres per garantir-ne la seva preservació i longevitat.

L'ecologia forestal és una branca d'una classificació biòtica dels tipus d'estudis ecològics (contràriament a una classificació basada en el nivell d'organització o complexitat, com podrien ser l'ecologia de poblacions o l'ecologia de comunitats). Així, el boscos poden ser, i són, estudiats en qualsevol nombre de nivells organitzatius, des d'un organisme individual fins a l'ecosistema complet. Tot i així, com que el mot "bosc" engloba una àrea habitada per més d'un organisme, l'ecologia forestal sol centrar-se en el nivell de la població, comunitat o ecosistema. Lògicament, els arbres són un component important de la recerca forestal, però l'ample varietat d'altres formes de vida i components abiòtics en la majoria de boscos signifiquen que altres elements, com ara la fauna o els nutrients del sòl, solen ser també el punt d'atenció. Així, l'ecologia forestal és una branca molt diversa i important de l'estudi ecològic

## Aspectes únics de l'ecologia forestal
Els estudis de l'ecologia forestal comparteixen característiques i enfocaments metodològics amb altres àmbits de l'ecologia de plantes terrestres. Tot i així, la presència dels arbres converteix els ecosistemes dels boscos i el seu estudi en únics, com a mínim en quatre aspectes.

### Comunitat, diversitat i complexitat
En primer lloc, tenint en compte que els arbres creixen fins a mides molt superiors que altres formes de vida vegetal, les estructures que pot adoptar el bosc són potencialment molt amples. El nombre infinit de distribucions espacials dels arbres de diferent mida i espècie crea un micro-ambient molt complicat i divers, en el qual variables ambientals tals com la radiació solar, temperatura, humitat relativa, i la velocitat del vent poden variar enormement en llargues i petites distàncies. A més, una gran part de la biomassa d'un ecosistema forestal es troba sovint sota terra, on l'estructura del sòl, la qualitat i quantitat de l'aigua i els nivells de diversos nutrients poden variar en gran manera. Així, els boscos són sovint ambients altament heterogenis comparats amb altres comunitats de plantes terrestres. Aquesta heterogeneïtat afecta, al seu torn, la manera com els estudis de boscos són dissenyats i executats. També afecta el disseny de les estratègies de mostreig de l'inventari forestal, els resultats de les quals són emprats de vegades en estudis ecològics.

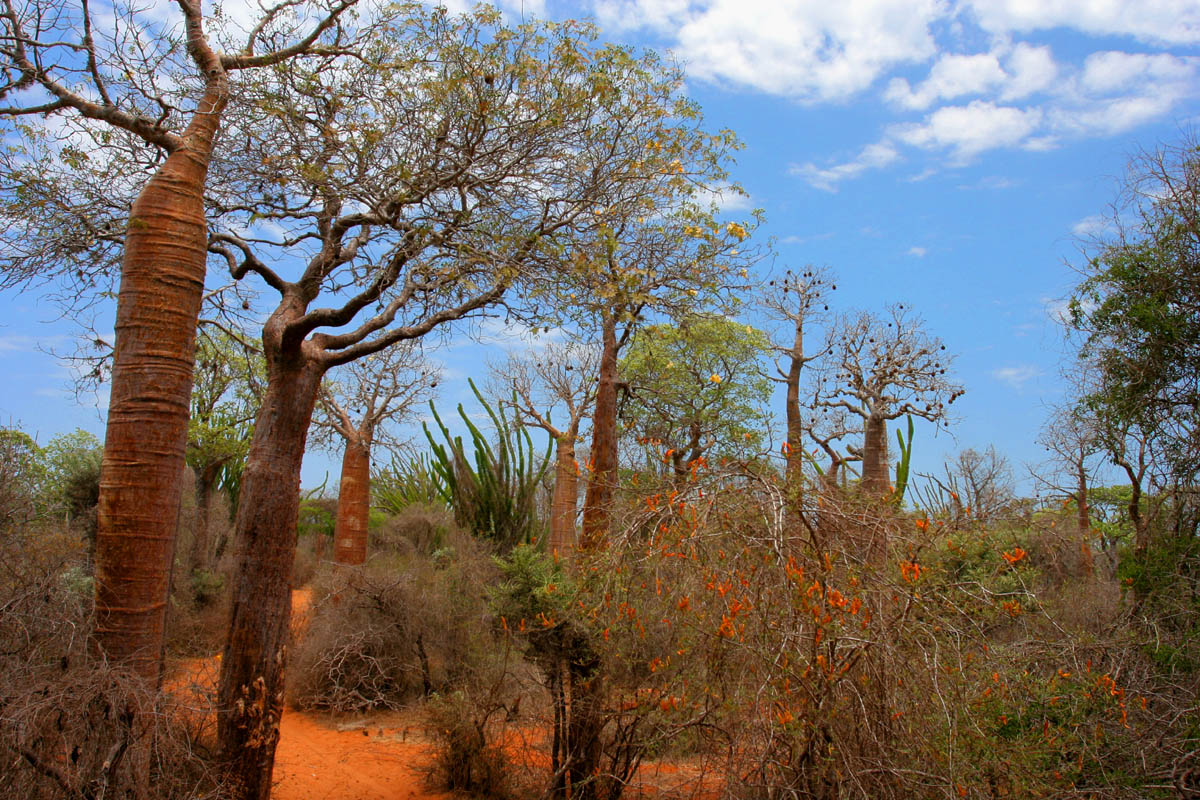
Bosc espinós a Ifaty, Madagascar, amb diverses espècies d'Adansonia (baobab), Alluaudia procera (Madagascar ocotillo) i altra vegetació.

### Energia potencial
En segon lloc, els boscos acumulen biomassa en peu i molts poden acumular-la en alts nivells, és a dir, que són altament productius. Tals nivells de biomassa i altes estructures verticals representen grans dipòsits d'energia potencial que pot ser convertida en energia cinètica en determinades circumstàncies. Dues d'aquestes conversions de gran importància són els incendis i la caiguda d'arbres, alterant radicalment ambdós la biota i l'entorn físic on es produeixin. A més, als boscos d'alta productivitat, el ràpid creixement dels arbres indueix a canvis ambientals i biòtics, encara que a un ritme més lent i de menys intensitat que pertorbacions relativament instantànies com els incendis.

### Mort en l'ecosistema forestal
En tercer lloc, el material llenyós en molts boscos es descompon relativament lent en comparació amb la majoria d'altres materials orgànics, degut a la combinació de factors ambientals i la química de la fusta (vegeu lignina). Els arbres que creixen en ambients àrids i/o freds ho fan de manera especialment lenta. Així, els troncs i branques dels arbres poden romandre al sòl del bosc durant llargs períodes, afectant aspectes com l'hàbitat de la fauna, el comportament del foc i els processos de regeneració dels arbres. Aquest és també un factor important en la ciència de la dendrocronologia.

### Aigua
Finalment, els arbres dels boscos emmagatzemen grans quantitats d'aigua degut a la seva gran mida i característiques anatòmiques i fisiològiques. Són, per tant, importants reguladors dels processos hidrològics, especialment aquells relacionats amb la hidrologia d'aigües subterrànies, evaporació local i patrons de precipitació i nevada. Així, els estudis d'ecologia forestal van de vegades estretament lligats amb estudis de meteorologia i hidrologia en ecosistemes regionals o estudis de planificació de recursos.